# Bitva u Soissons (923)
Bitva u Soissons se odehrála 15. června 923 mezi aliancí franských povstaleckých Lotaringů a Normanů, vedených Robertem I. Francouzským, proti karolínským silám vedených králem Karlem III. Francouzským.

## Předehra
Po smrti Karla Velikého začala karolínská královská autorita upadat kvůli neustálým invazím Vikingů, občanským válkám a sporům s franskými vazaly, především s Robertovci. V roce 898 byl Karel III. zvolen králem západofranské říše. Jeho politická moc i vláda byla od jejího počátku velmi křehká, přičemž opoziční frakce neustále získávala více příznivců. S pomocí svého spojence Balduina II. Flanderského, a své manželky Frederuny se Karlovi podařilo v roce 911 získat vládu v Lotharingii, což vedlo k dalšímu stupňování napětí místní šlechty vedené Giselbertem Lotrinským. Jedním z důvodů nespokojenosti byla rostoucí moc královského rádce Hagana, lotharingského šlechtice. V roce 920 byl král Karel unesen skupinou franských šlechticů vedenou Robertem I., bratrem předchozího krále Odona Pařířského. Nespokojení franští šlechtici se ho v zajetí snažili přimět k tomu, aby svého rádce Hagana propustil, ale arcibiskup Heriveus z Remeše povstalce přesvědčil, aby krále propustili.

## Bitva
Vojenské povstání franských šlechticů vypuklo v roce 922, když se Karel politický odklonil od své tety Rothildy, dcery Karla II. Holého. Tento politický krok poškodil zájmy Robertovců, Rothilda byla tchyní Robertova syna Huga Velikého a tak na shromáždění v Soissons 29. června vzbouření šlechtici Karla sesadili a novým králem zvolili Roberta I. Francouzského. Arcibiskup Valter ze Sens Roberta korunoval následující den v Remeši.
Samotná bitva se odehrála 15. června 923 u Soissons poblíž Aisne. I když nově zvolený král Robert I. v bitvě padl, jeho armáda v bitvě zvítězila. Karel III. z bitvy uprchl. Po bitvě si franská šlechta zvolila za svého krále Robertova zetě Rudolfa Burgundského. Rudolf byl 13. července 923 korunován v opatství Saint-Médard v Soissons. Král Karel III. Francouzský byl v té době stále legitimním králem a království si nárokoval, ale Rudolfův švagr Herbert II. z Vermandois ho lstí pozval na setkání, během něhož ho zajal a uvěznil. Ve vězení v Péronne byl Herbetem držen až do své smrti v roce 929. Karlova manželka Edwiga z Wessexu stačila s tříletým synem Ludvíkem uprchnout do exilu v Anglii.